# 霍罗绍沃站 (莫斯科中央环线)
霍罗紹沃站（羅馬化：Khoroshyovo）是莫斯科地鐵莫斯科中央環線的一個車站，此站提供出站轉乘塔甘卡－紅普列斯尼亞線的波列扎耶夫站和大環線及加里宁-松采沃线的霍羅紹沃站。

## 外部連結
- Хорошёво mkzd.ru